# NK Interblock
Nogometni klub Interblock (tiếng Việt: Câu lạc bộ bóng đá Interblock), thường hay gọi NK Interblock hoặc đơn giản Interblock, là một câu lạc bộ bóng đá Slovenia thi đấu ở thành phố Ljubljana. Câu lạc bộ sử dụng tên gọi NK IB Ljubljana khi thi đấu cấp độ câu lạc bộ ở UEFA nhưng UEFA không cho phép đặt tên kèm nhà tài trợ trong các giải đấu của mình. Đội vô địch Cúp Slovenia hai lần và Siêu cúp bóng đá Slovenia một lần.

## Lịch sử
Câu lạc bộ được thành lập năm 1975 với tên gọi NK Ježica. Trong hai thập kỉ tiếp theo, câu lạc bộ thi đấu chủ yếu ở Ljubljana League, nằm ở cấp độ 5 hoặc 6 của bóng đá Nam Tư. Sau khi Slovenia tuyên bố độc lập, giải đấu chuyển thành MNZ League và câu lạc bộ đổi tên thành NK Factor Ježica. Đội hợp nhất với đội gần đó Črnuče năm 1997 và do đó thi đấu ở Giải bóng đá hạng nhì quốc gia Slovenia đến năm 1999. Factor sau đó xuống hạng ba, thi đấu đến năm 2004, vô địch khu vực Trung và đánh bại Korte trong vòng play-off thăng hạng. Sau khi trở lại hạng nhì, câu lạc bộ chuyển đến Sân vận động ŽŠD Ljubljana vì không đủ tiêu chuẩn sân nhà.
Factor giành quyền thăng hạng Giải bóng đá vô địch quốc gia Slovenia năm 2006, khi về đích đầu tiên ở Giải bóng đá hạng nhì quốc gia Slovenia mùa giải 2005-06. Năm 2007, Joc Pečečnik, một trong những người giàu nhất Slovenia, tiếp quản NK Factor và đổi tên thành Interblock Ljubljana. Cuối mùa giải 2006-07, Interblock về đích thứ 9 và thắng play-off để ở lại Giải bóng đá vô địch quốc gia Slovenia, giải đấu cao nhất của bóng đá Slovenia.  Ở mùa giải 2007-08 và 2008-09, đội vô địch Cúp bóng đá Slovenia. Năm 2008, đội vô địch Siêu cúp bóng đá Slovenia, đánh bại đương kim vô địch Slovenia Domžale.
Năm 2010, câu lạc bộ bắt đầu hợp tác với NK Bravo và được đổi tên thành IB Interblock. Trong năm tiếp theo, đội chính của cả hai đội hợp nhất và thi đấu với tên gọi Bravo1 Interblock ở Second League. Vào tháng 2 năm 2012, Pečečnik, người đã rời câu lạc bộ sau mùa giải 2011-12, dự định hợp nhất độ trẻ với NK Bravo Publikum, nhưng sau sự phản đối của các phụ huynh đội hình trẻ, câu lạc bộ vẫn giữ nguyên. Đội chính rút khỏi tất cả các giải đấu năm 2012 nhưng tái lập lại ở mùa giải 2015-16.

## Danh hiệu
League
- Giải bóng đá hạng nhì quốc gia Slovenia: 1

2005-06
- Giải bóng đá hạng ba quốc gia Slovenia: 1

2003-04
- Giải bóng đá hạng năm quốc gia Slovenia: 1

2015-16
Cup
- Cúp bóng đá Slovenia: 2

2007-08, 2008-09
- Siêu cúp bóng đá Slovenia: 1

2008

## Interblock ở các giải đấu UEFA
Tất cả các kết quả (sân nhà và sân khách) liệt kê bàn thắng của Interblock trước.
| Mùa giải | Giải đấu           | Vòng đấu | Câu lạc bộ       | Sân nhà | Sân khách | Chung cuộc |
| -------- | ------------------ | -------- | ---------------- | ------- | --------- | ---------- |
| 2008-09  | Cúp UEFA           | 1Q       | Zeta             | 1-0     | 1-1       | 2-1        |
|          |                    | 2Q       | Hertha BSC       | 0-2     | 0-1       | 0-3        |
| 2009-10  | UEFA Europa League | 3Q       | Metalurh Donetsk | 0-3     | 0-2       | 0-5        |

Ghi chú
- Q: Vòng loại